# Noé Bennet
Pour les articles homonymes, voir HRG.
Noé Bennet ou M. Bennet (Mr. Noah Bennet en anglais) est un personnage de fiction des feuilletons télévisés américains Heroes et Heroes Reborn (NBC), interprété par Jack Coleman. Il est souvent désigné comme « l'homme aux lunettes à la monture d'écailles » (HRG, Horned Rimmed Glasses en anglais).
Noé est le plus important personnage à n'avoir aucun pouvoir. Il est clairement confirmé qu'il est humain, puisqu'il fait équipe avec des personnages aux pouvoirs connus, la politique de  la Compagnie étant de mettre un humain ordinaire et un humain évolué dans chaque équipe.

## Son histoire

### Passé
En 1985, Noé est vendeur de voitures et marié à une femme nommée Kate. Peu de temps après, un spécial les attaque et tue sa femme. Il décide alors de le rechercher, trouve un autre spécial et le tue par accident. Il rencontre ensuite Thompson qui lui propose de devenir agent de la compagnie. Noé accepte et commence sa carrière d'agent.
15 ans avant le début de la série, Noé Bennet s'engage dans la compagnie. Avant la naissance de Claire, Bennet capture de nombreux antagonistes. Il est formé par Ivan Spektor puis fait équipe avec Claude. Avec ce dernier, il tente de marquer Mérédith Gordon mais cette dernière, ne contrôlant pas son pouvoir, met le feu à son appartement et Bennet a juste le temps de sauver son bébé avant de s'enfuir. Peu après, ce bébé lui est confié par Kaito Nakamura. À la suite d'un voyage dans le temps, Claire Bennet, âgée de 17 ans le rencontre et lui demande de ne pas donner le bébé à la compagnie. Ce dernier la croit et ne décroche pas le téléphone. Quelque temps après, la compagnie apprend que Claude cache un humain évolué et ordonne à Noé de le tuer ce qu'il fait. Par la suite il a comme partenaire le Haitien.
Durant sa carrière d'agent, il tue le père de Rebecca, une jeune fille du Carnival sous les ordres de Samuel. Il affronte un homme pouvant contrôler la luminosité qui affaiblit sa vision. Contraint de porter des lunettes, sa fille les choisit avant qu'il ne lui révèle son adoption. Il capture West Rosen avec l'aide du Haïtien. 
Six mois avant le début de la série, lui et Elle Bishop font une mission sur Gabriel Gray. Si la jeune fille se montre réticente, il obéit aux ordres sans discuter et ils transforment l'horloger en tueur. Il parvient ensuite à recruter Eden McCain avec l'aide du haitien.

### Volume 1: Genesis
Noé Bennet travaille dans l'ombre, aux ordres d'une compagnie. Simultanément, il fait espionner Mohinder Suresh par Eden McCain, capture Matt Parkman avec l'aide du haitien, tente de faire de même avec Nathan Petrelli, et parvient à recruter Isaac Mendez. Ce dernier peint une toile où Claire est tuée par un certain Sylar. Avec ses deux coéquipiers, il réussit à capturer ce dernier et l'enferme. Peu après, le tueur se libère et s'en prend à Sandra, secourue par son mari, avant de prendre la fuite. Il entre ensuite en conflit avec Matt Parkman et le FBI, qui tentent de le faire arrêter en vain. 
Grâce à Isaac, Noé parvient à retrouver Peter Petrelli mais ce dernier s'échappe. Claire découvre la vérité sur lui lorsqu'elle emmène sa mère aux urgences. Par la suite, la famille Bennet est prise en otage par Matt et Ted Sprague. À la suite de plusieurs confrontations, ils sont emprisonnés au sein de la Compagnie dont un des dirigeants, Thompson, ayant appris que Claire était spéciale, ordonne à Noé de la rapporter. Ce dernier fait fuir sa fille avant de se faire à son tour enfermer. Il parvient à s'évader avec l'aide de Matt et Ted puis ils décident ensemble de détruire le système de localisation de la Compagnie. 
À New York, ils retrouvent Peter et Claire, qui décident de fuir avec Ted pour que la bombe n'explose pas. Bennet et Matt entrent dans l'immeuble de la Compagnie, aidés de Niki Sanders et DL Hawkins. Bennet tue Thompson et tente juste après de faire de même avec Molly Walker, protégée par Mohinder Suresh. Ils décident à la place de localiser Peter. Bennet le retrouve peu après puis ils vont à la Kirby Plaza. Sylar envoie Bennet au loin et affronte tour à tour Peter, Niki et Hiro. L'empathique, incontrolable, s'apprête à exploser lorsque Claire arrive. Cette dernière n'arrive pas à le tuer mais Nathan se sacrifie pour sauver le monde.

### Volume 2: Générations
Noé a fui la société Primatech, et s'est installé à Costa Verde avec sa famille. Il accompagne Claire pour son premier jour puis va travailler dans une usine de papier. Lui et Mohinder Suresh tentent aussi de faire tomber la compagnie. Après que l'indien lui a envoyé une peinture montrant la mort de Bennet, il va en Ukraine avec le haitien, interroge Ivan et trouve les autres tableaux après avoir tué le vieil homme. Par la suite, il espionne sa fille, soupçonnant qu'elle ait un petit ami.
Ce dernier l'attaque et l'interroge sur la raison de sa capture et Bennet se rend compte que le scientifique l'a trahi avant que West n'accepte de l'aider. Ensemble, ils capturent Ella Bishop puis Noé l'interroge. Après avoir échangé Ella et Claire, Mohinder lui tire dans l'œil mais le soigne grâce au sang de Claire et le ramène à la compagnie. Il revient un moment chez lui pour annoncer qu'il doit repartir à la compagnie pour garantir la sécurité de Claire.

### Volume 3: Les Traîtres
Au début de ce volume, Noé Bennet est enfermé dans Primatech Research. Peu après, il affronte Sylar avec Ella puis s'enfuit. Il dit à Claire qu'il doit partir capturer les évadés et lui annonce que Mérédith la protégera. Angela Petrelli fait du meurtrier son partenaire puis les deux hommes parviennent à capturer Flint Gordon après un affrontement dans une banque. Plus tard, ils voient Claire lorsqu'ils veulent capturer Stéphane Canfield. Alors que Sylar va à Pinehearst, il emprisonne Eric Doyle, capturé par Claire puis fait équipe avec Mérédith avant de revoir Nathan Petrelli et de rencontrer Tracy Strauss dans le labo de Mohinder.
Après avoir appris que Claire est recherchée par Arthur Petrelli, Noé l'amène dans une maison abandonnée et l'entraine. Ils affrontent Sylar et Ella qui blessent Claire puis Noé ramène celle-ci chez elle avant de revenir pour se venger. Il tue le meurtrier avant de rentrer mais ses deux adversaires reviennent pour capturer Claire. Hiro Nakamura apparait puis téléporte Sylar, Ella et Claire. Il retrouve Claire, Angela et Mérédith à Primatech où ils affrontent Sylar. Après la mort de Mérédith, les trois autres regardent le bâtiment en flammes.

### Volume 4: Les Fugitifs
Noé a rejoint les troupes sous les ordres de Nathan Petrelli et Emile Danko, et chasse les "spéciaux" avec eux, tout en gardant le secret sur le pouvoir de Nathan. Cependant, il joue double jeu, car il est en fait un espion pour Angela Petrelli. Quand Nathan est découvert et Danko à la tête de l'opération, il n'hésite pas à lui tenir tête, jusqu'à ce qu'il découvre le corps de Sylar, apparemment tué par Danko. Il cherche alors à savoir s'il s'agit vraiment de l'homme qu'il voulait tuer, et quand il comprend que Sylar et Danko travaillent ensemble, il essaie de tout mettre en œuvre pour le prouver. Mais son plan échoue, et il fuit à son tour. Dans le dernier épisode, il s'allie à Angela et Matt pour transférer l'esprit de Nathan dans le corps de Sylar. Il assiste ensuite à l'incinération de James Martin, déguisé en Sylar et semble vouloir recréer la compagnie.

### Volume 5: Rédemption
Six semaines après la "mort" de Sylar, Noé a divorcé, et se retrouve seul. Il refuse de venir en aide à Angela, regrettant une décision qu'il a pris trop rapidement. Il décide donc de se consacrer à Claire, qui fait son entrée à l'université. Mais il sait que Tracy Strauss traque les hommes du Bâtiment 26 pour les tuer, et manque lui-même de mourir noyé dans sa voiture. Il est sauvé par Danko, à la recherche de Tracy pour la tuer. HRG préfère rappeler le Haïtien pour effacer les souvenirs de Danko. Quand celui-ci se fait tuer et apprend qu'il s'agit d'un spécial super-rapide, il demande l'aide de Peter Petrelli pour le couvrir. Il trouve une clé sur Danko, qui ouvre un coffre contenant un vieux compas cassé, qui se semble réagir qu'aux spéciaux. Plus tard, il se fait attaquer à nouveau par Edgar et voler le compas.
Pour changer de vie, il veut continuer à retrouver les spéciaux, mais pour cette fois-ci vraiment leur venir en aide, pas les chasser. Cependant, tout ne se déroule pas comme il le souhaitait : malgré l'aide de Tracy, un jeune homme ayant pouvoir de vie ou de mort se fait sauvagement tuer par la police.
Peu après, Noé retrouve Lauren, une ancienne collègues de la Compagnie et commence à vivre une relation amoureuse avec elle. Ensemble, il tente de neutraliser la troupe des forains de Samuel Sullivan mais Noé se fera capturer et ses souvenirs seront révélés à sa fille Claire. Mais cette dernière refuse de se joindre aux forains et Samuel les "enterre" en faisant s'effondrer le sol sous la caravane où se trouve le père et la fille. Si Claire pourra régénérer ses poumons, Noé finira par mourir, faute d'oxygène. Mais il devra la vie à Tracy qui sous sa forme liquide, le rejoint sous terre et liquéfie la terre. Noé et Claire sont sains et saufs et réjoignent Lauren. Noé contribue à l'arrestation de Samuel Sullivan avant d'assister à la révélation des spéciaux au monde par sa fille.
Dans les bandes dessinées, on apprend que Noé porte des lunettes parce qu'un homme ayant le pouvoir de générer de la lumière lui a endommagé les yeux.